# Lenindenkmal (Berlin)

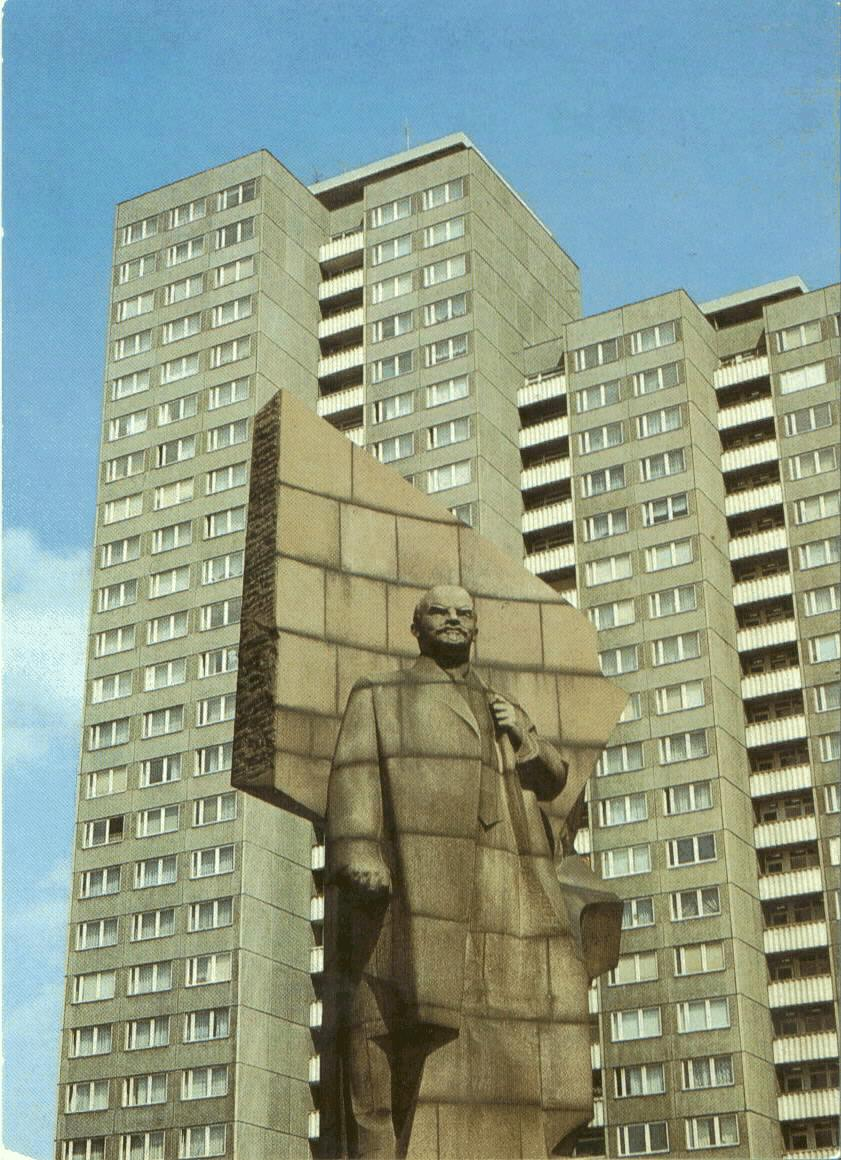
Lenindenkmal

Das Lenindenkmal war ein 19 Meter hohes Denkmal von Wladimir Iljitsch Lenin in Berlin-Friedrichshain. Es wurde 1970 im Zuge der Bebauung des Leninplatzes (seit 1992: Platz der Vereinten Nationen) aufgestellt und nach der deutschen Wiedervereinigung 1991 auf Veranlassung des Berliner Senats abgerissen. 
Der Abriss war von heftigen Debatten begleitet. Die Teile wurden in einer Sandgrube vergraben, 2015 wurde der Kopf des Denkmals jedoch wieder geborgen und wird seither in der Zitadelle Berlin-Spandau ausgestellt.

## Entwurf, Aufstellung und Beschreibung
Das Lenindenkmal wurde von Nikolai Tomski, dem Präsidenten der Akademie der Künste der Sowjetunion, im Auftrag der DDR-Regierung entworfen und von einem Kollektiv hergestellt. Es wurde am 19. April 1970 – drei Tage vor dem 100. Geburtstag Lenins – auf dem neugebauten Leninplatz durch Walter Ulbricht, den Vorsitzenden des Staatsrats, feierlich eingeweiht. Der Zeremonie wohnten rund 200.000 Personen bei, darunter Vertreter aus den sozialistischen Bruderländern, Abordnungen aus Betrieben anderer DDR-Städte und zahlreiche Berliner.
Die 19 Meter hohe Figur Lenins stand auf einem runden Sockel mit 26 Metern Durchmesser. Das Monument wurde aus rotem ukrainischen Kapustino-Granit hergestellt. Tomski versprach sich eine Kontrastwirkung zu den grünen Hügeln des Volksparks Friedrichshain auf der Nordseite des Platzes.

## Freifläche um das Denkmal
Die Grünfläche um das Denkmal im Zentrum des Platzes entwarfen die Gartenarchitekten Erhard Steffke, Eberhard Horn und Jürgen Lobst. Sie wurde durch ein strahlenförmig angelegtes Wegenetz, belegt mit hell- und dunkelgrauen Granitplatten, unterbrochen, das zum Denkmal hin führte. Ein viertelkreisförmiges Hochbeet mit Rosenpflanzungen umschloss den Denkmalsockel.

## Abriss

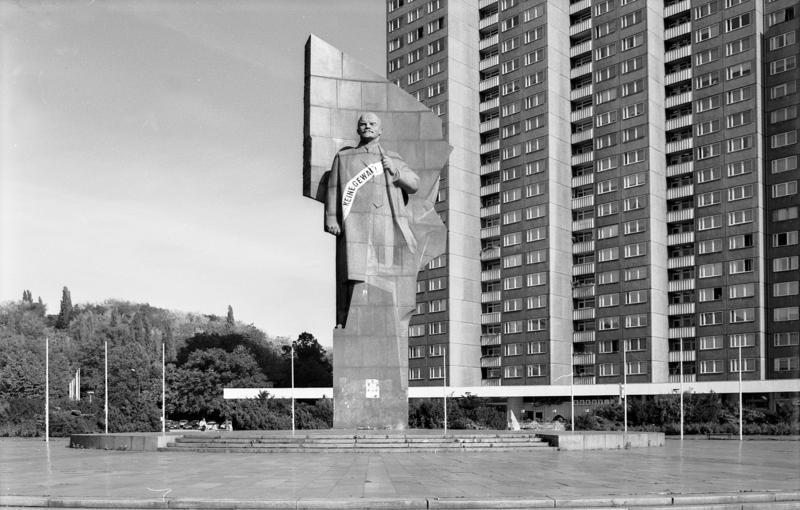
Lenindenkmal mit der Aufschrift „Keine Gewalt“ (1991)

Die Bezirksverordnetenversammlung (BVV) des Bezirks Friedrichshain beschloss 1991 mit einer Mehrheit von 40 Abgeordneten (13 stimmten dagegen) den Abriss des Denkmals. Das Lenin-Monument stand ab 1979 auf der Denkmalliste der DDR. Stadtentwicklungssenator Volker Hassemer (CDU) ließ es nach dem Friedrichshainer Beschluss von der Denkmalliste streichen. Aus Protest gründeten Anwohner die Bürgerinitiative Lenindenkmal und demonstrierten gegen den Abriss, weil es zum Ensemble des Platzes gehöre. Den Protest unterstützten Politiker und Künstler, darunter mit einer Kampagne das Büro für ungewöhnliche Maßnahmen. Die Enkel Tomskis, der das Denkmal entworfen hatte, wie auch Anwohner klagten gegen die Beseitigung – allerdings ohne Erfolg.
Der Abriss begann am 8. November 1991. Am 13. November vollzog sich der wohl symbolträchtigste Teil der Arbeiten: der 3,5 Tonnen schwere Kopf wurde abgehoben, was später in dem Film Good Bye, Lenin! verarbeitet wurde (auch wenn der Film im Sommer 1990 spielt, also über ein Jahr vorher). Der Abriss des gesamten Denkmals dauerte mehrere Monate bis zum Februar 1992. Viele Menschen versuchten, die Abrissarbeiten zu verhindern oder zumindest zu blockieren, wodurch die Arbeiten länger als geplant dauerten. Insgesamt kostete der Abriss mehr als 100.000 D-Mark. Die 129 Teile des Denkmals wurden in einer Sandgrube am Seddinberg bei Berlin-Müggelheim vergraben.

## Lenins Kopf als Einzelstück
Im Juli 2009 wurde die Entscheidung bekannt, den Kopf des Lenindenkmals ausgraben zu lassen und ab 2016 zusammen mit anderen beseitigten Berliner Denkmalen, insbesondere der Siegesallee im Berliner Tiergarten, in der Dauerausstellung Enthüllt. Berlin und seine Denkmäler auf dem Areal der Zitadelle Spandau zu zeigen. Im August 2014 entschied der Berliner Senat überraschend, den Kopf für die Ausstellung nicht freizugeben, da die Denkmalschutzbehörde inzwischen den Zusammenhalt des gesamten Denkmals befürworte. Zudem stünden die technischen und finanziellen Mittel zur Verwirklichung des Plans nicht zur Verfügung. Nach Protesten, unter anderem von Kunst- und Kulturwissenschaftlern, vollzog der Senat eine Kehrtwende und gab den Kopf des Lenindenkmals im September 2014 für die Ausstellung in der Zitadelle frei. Er wurde im September 2015 geborgen und wird seit dem April 2016 in der oben genannten Dauerausstellung in der Zitadelle Spandau präsentiert.

## Sprudelbrunnen am früheren Denkmalort

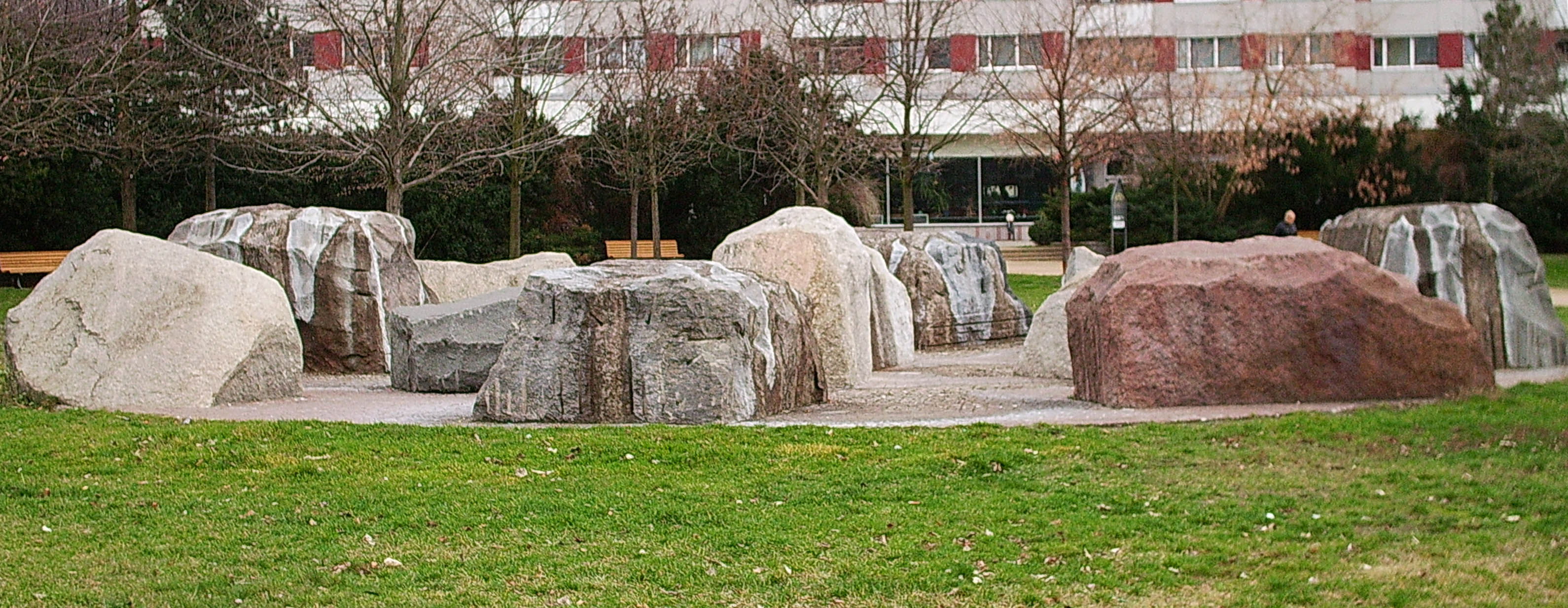
Brunnen (seit 1994)

Seit 1994 steht an der Stelle des Denkmals ein Springbrunnen. Er wurde von Adalbert Maria Klees, einem Mitarbeiter des Grünflächenamtes, entworfen. Auf einer Natursteinfläche sind insgesamt 14 große Findlinge platziert, der schwerste von ihnen wiegt 24 Tonnen. In der Mitte des Ensembles befinden sich fünf grob behauene Granitsteine in unterschiedlichen Farben mit Wassersprudlern. Die Steine sollen die fünf bewohnten Erdteile darstellen; sie sind nach den Kontinenten, auf denen sie gefunden wurden, benannt und mit kleinen Schildern entsprechend gekennzeichnet.